# Sammelausgabe
Eine Sammelausgabe ist im Buchwesen eine gemeinsame Publikation mehrerer zunächst unabhängig erschienener (literarischer) Werke. Meist handelt es sich um Werke eines Autors, etwa die Bände eines Romanzyklus. Ein bekanntes Beispiel wäre die einbändige Paperback-Ausgabe von J. R. R. Tolkiens Der-Herr-der-Ringe-Trilogie.
Manchmal werden auch mehr oder minder thematisch verwandte Werke verschiedener Autoren in einer Sammelausgabe zusammengestellt, die dann mit „Drei Romane in einem Band“ oder ähnlich beworben werden. Solche Publikationsformen sind relativ häufig bei Genreliteratur wie zum Beispiel Science-Fiction.
Von der Anthologie unterscheidet sich die Sammelausgabe dadurch, dass bei der Anthologie ein Herausgeber mehrere, meist kürzere Texte verschiedener Autoren unter dem Gesichtspunkt thematischer oder sonstiger Verwandtschaft auswählt, zusammenstellt und anordnet, wobei die einzelnen Texte auch oft mit einer Einleitung versehen werden.
Eine auswählende Zusammenstellung von Texten eines Autors wird als Werkauswahl bezeichnet und stellt eine besondere Form der Werkausgabe dar im Unterschied zur Gesamtausgabe der Werke eines Autors.
Im angelsächsischen Raum werden solche Ausgaben meist als Omnibus bezeichnet.
Eine besondere Form des Sammelbandes stellt die als Tête-bêche oder auch Dos-à-dos bezeichnete Bindeform dar, bei der zwei Werke Rücken an Rücken zusammengebunden werden. Auf diese Weise entstanden Bücher mit zwei „Vorder“-Deckeln: was normalerweise der Rückdeckel des einen Werkes wäre, wurde durch Drehung um 180° zum Vorderdeckel des anderen Werkes. Bekanntes Beispiel solcher Ausgaben sind die vom amerikanischen Verlag Ace Books zwischen 1952 und 1973 publizierten Ace Doubles, bei denen jeweils zwei Romane verschiedener Autoren Tête-bêche zusammengebunden wurden.
Die Sammelausgabe ist zu unterscheiden von der Sammlung, einer Zusammenstellung von meist kürzeren, zuvor im Allgemeinen nicht unabhängig publizierter Texte eines Autors, sowie vom Sammelband, eine vom Buchbinder in einem Band zusammen gebundene Zusammenstellung von ursprünglich nicht zusammengehörigen Verlagswerken, Druckschriften, Schriftstücken oder Manuskripten.